# 龍豊駅 (平安北道)
龍豊駅（リョンプンえき、朝鮮語: 룡풍역）は、朝鮮民主主義人民共和国平安北道亀城市にある駅で、青年八院線に属する。

## 隣の駅
青年八院線
山城駅 - 龍豊駅 - 魚尾峴駅